# Liste der Bürgermeister von Eschweiler
Dies ist die Liste der Bürgermeister der Stadt Eschweiler in der Städteregion Aachen in Nordrhein-Westfalen. Für weitere Persönlichkeiten siehe Liste von Persönlichkeiten der Stadt Eschweiler.
| Nr. | Amtszeit                          | Name                    | Lebensdaten | Partei | Bemerkungen |
| --- | --------------------------------- | ----------------------- | ----------- | ------ | --- |
| 01  | 11. Okt. 1800 bis 25. Aug. 1814   | Carl Englerth           | 1756–1814   |        | Am 11. Okt. 1800 wird Eschweiler von den frz. Behörden zur Mairie erhoben. |
| 02  | Aug. 1814 bis 24. Jan. 1822       | Johann Wilhelm Reuleaux | † 1857      |        | Er richtet 1816 eine Brennerei in der Eschweiler Burg ein. |
| 03  | 24. Jan. 1822 bis 15. August 1831 | Friedrich Englerth      | 1793–1848   |        | |
| 04  | 11. Jan. 1832 bis 27. Mai 1845    | Augustin Schönbrod      | † 1845      |        | |
| 05  | 10. Okt. 1845 bis 31. Mai 1851    | Franz Quadflieg         |             |        | Er verbietet am 22. Jan. 1850 unter Androhung einer Geldstrafe, sich an Karneval maskiert zu zeigen. |
| 06  | 1. Juni 1851 bis 1. Nov. 1859     | Augustin Piedmont       |             |        | Am 26. April 1858 erhält Eschweiler die Stadtrechte nach der Rheinischen Städteordnung. |
| 07  | 19. April 1860 bis 5. Mai 1880    | Johann Gymnich          | 1821–1880   |        | |
| 08  | 20. Aug. 1880 bis 14. Dez. 1901   | Ferdinand Fischer       | 1836–1916   |        | |
| 09  | 12. Feb. 1902 bis 13. Okt. 1910   | Ludwig Carbyn           | 1871–1910   |        | Am 3. April 1902 gründet er eine gemeinnützige Wohnungsgenossenschaft. |
| 10  | 4. Feb. 1911 bis 31. Aug. 1920    | Carl Hettlage           | 1874–1935   |        | Er leitet die am 11. Nov. 1918 gebildete Bürgerwehr. |
| 11  | 14. Nov. 1920 bis 25. Juni 1944   | Hubert Kalvelage        | † 1944      |        | Erst am 15. Feb. 1922 nimmt er seine Dienstgeschäfte auf, und am 11. März 1923 wird er ausgewiesen. Er kehrt Ende März 1924 zurück. |
| 11a | 11. März bis 20. März 1923        | Wilhelm Roth            |             |        | Er leitet die Verwaltung als unbesoldeter Beigeordneter. |
| 11b | 20. März bis 9. Juni 1923         | Emil Krüll              |             |        | Er leitet die Verwaltung als unbesoldeter Beigeordneter. |
| 11c | 9. Juni bis März 1924             | Adam Elsen              |             |        | Er leitet die Verwaltung als unbesoldeter Beigeordneter bis zur Rückkehr Kalvelages. |
| 12  | Juli 1944 bis 21. März 1945       | Otto Pieperbeck         |             |        | Am 21. März 1945 wird die Ausweichstelle der evakuierten Stadtverwaltung aufgelöst. |
| 12a | 23. Nov. bis 30. Nov. 1944        | Johann Dell             |             |        | Von den US-Amerikanern eingesetzt |
| 12b | 1. Dez. 1944 bis Juli 1945        | Karl Mirbach            |             |        | Von den US-Amerikanern eingesetzt |
| 13  | 13. Juli bis Sep. 1945            | Hermann Zurhorst        |             |        | Von der britischen Militärregierung eingesetzt |
| 14  | 18. Okt. 1945 bis April 1946      | Franz van Eys           |             |        | Von der britischen Militärregierung eingesetzt, am 6. Nov. 1947 kündigt der Stadtrat das Dienstverhältnis mit ihm als Stadtdirektor. |
| 15  | 17. April 1946 bis Nov. 1948      | Peter Herzog            |             | CDU    | Er wird vom ersten von der britischen Militärregierung ernannten Stadtrat gewählt. |
| 16  | 4. Nov. 1948 bis Nov. 1952        | Matthias Bücken         |             | SPD    | Sitzverteilung nach der Stadtratswahl 17. Okt. 1948: SPD 9, CDU 8, KPD 2, Zentrum 2 |
| 17  | 28. Nov. 1952 bis April 1961      | Wilhelm Gruhn           |             | SPD    | Sitzverteilung nach der Stadtratswahl 9. Nov. 1952: SPD 14, CDU 13, KPD 2, Zentrum 1 Sitzverteilung nach der Stadtratswahl 28. Okt. 1956: SPD 16, CDU 12, FDP 2 Wiederwahl am 9. Nov. 1956 |
| 18  | 6. April 1961 bis Mai 1972        | Wilhelm Gourissen       |             | CDU    | Sitzverteilung nach der Stadtratswahl 19. März 1961: CDU 15, SPD 13, FDP 2 Wiederwahl am 28. März 1963 Sitzverteilung nach der Stadtratswahl 27. Sep. 1964: CDU 19, SPD 18 Wiederwahl am 14. Okt. 1964 Sitzverteilung nach der Stadtratswahl 9. Nov. 1969: CDU 21, SPD 20 Wiederwahl am 1. Dez. 1969 Durch die Kommunale Neugliederung am 1. Jan. 1972 steigt die Einwohnerzahl von rund 39.000 auf knapp 55.000. |
| 19  | 9. Mai 1972 bis Okt. 1984         | Friedrich „Fritz“ Koch  |             | SPD    | Sitzverteilung nach der Stadtratswahl 23. April 1972: SPD 23, CDU 22 Sitzverteilung nach der Stadtratswahl 4. Mai 1975: SPD 28, CDU 23 Wiederwahl am 23. Mai 1975 Sitzverteilung nach der Stadtratswahl 30. Sep. 1979: SPD 29, CDU 22 Wiederwahl am 17. Okt. 1979 Am 26. Mai 1984 wird er zum Ehrenbürger der frz. Partnerstadt Wattrelos und am 19. Nov. 1984 zum Eschweiler Ehrenbürgermeister ernannt.         |
| 20  | 19. Okt. 1984 bis 2. Juli 1986    | Erich Berschkeit        | 1926–2002   | SPD    | Sitzverteilung nach der Stadtratswahl 30. Sep. 1984: SPD 28, CDU 20, Grüne 3 Am 2. Juli 1986 legt er sein Ratsmandat nieder und scheidet als Bürgermeister aus. |
| 21  | 16. Juli 1986 bis 1994            | Günter Wagner           |             | SPD    | Nach dem Ausscheiden Berschkeits wird er vom Stadtrat gewählt; seit 17. Okt. 1979 war er Stellvertretender Bürgermeister. Sitzverteilung nach der Stadtratswahl 1. Okt. 1989: SPD 29, CDU 19, Grüne 3 Wiederwahl am 19. Okt. 1989 |
| 22  | 9. Nov. 1994 bis 1999             | Manfred Esser           |             | CDU    | Sitzverteilung nach der Stadtratswahl 16. Okt. 1994: SPD 22, CDU 19, UWG 7, Grüne 3 |
| 23  | seit 1999                         | Rudi Bertram            |             | SPD    | 1999 neues Bürgermeisterdirektwahlgesetz NRW Direktwahl am 12. Sep. 1999 mit 51,5 % Wiederwahl am 24. Sep. 2004 mit 72,5 % Wiederwahl am 30. August 2009 mit 72,0 % Wiederwahl am 25. Mai 2014 mit 68,72 % |
| 24  | seit 2020                         | Nadine Leonhardt        |             | SPD    | Direktwahl am 13. Sep. 2020 mit 50,9 % |

Auch schon vor 1800 gab es Gemeindebeamte in Eschweiler, die den Titel eines Bürgermeisters trugen. Diese waren jedoch dem Vogt, der die Verwaltung der Gemeinden führte, nur beigeordnet. Hierzu gehörten Christian Thorwächter (1793), Heinrich Baumann, Mathias Blum und Christian Abels (1797).